# Ingrid Torrance
Ingrid Torrance (nació en 1969 en la Columbia Británica) es una actriz canadiense más conocida por su papel como portavoz en Nbci.com.
Es una actriz canadiense , actuando como instructora y autora. Ha sido actriz de televisivo y cine desde 1994, profesora suplente desde 1995, y entrenadora desde 1998. Ingrid es miembro de la Academia de Artes y Ciencias Cinematográficas.[cita requerida] En 1998, fue nominada como Mejor Actriz para un Premio Leo y en marzo de 2001, apareció en Entertainment Weekly como Actriz Revelación.

## Filmografía

### Actriz
| Año          | Título                                                       | Papel                            | Notas                   |
| ------------ | ------------------------------------------------------------ | -------------------------------- | ----------------------- |
| 1994         | Robin’s Hood                                                 | Marissa Chaplin                  | 1 episodio              |
| 1996         | Mi querido enemigo                                           | Profesora de Cuarto Grado        | película                |
| 1996         | Poltergeist: The Legacy                                      | Chica Fiestera                   | 1 episodio              |
| 1996         | The Sentinel                                                 | Calli                            | 1 episodio              |
| 1996         | Viper                                                        | Wallace                          | 1 episodio              |
| 1997         | Contagious                                                   | Joven Enfermera Moren            | película                |
| 1997         | The Accident: A Moment of Truth Movie                        | Enfermera                        | película                |
| 1998         | Police Academy: The Series                                   | Carla                            | 1 episodio              |
| 1998         | The Inspectors                                               | Inspectora                       | película                |
| 1998         | First Wave                                                   | Mary                             | 1 episodio              |
| 1998         | Cold Squad                                                   | 1 episodio                       |                         |
| 1998         | Act of War                                                   | Katerina Mirova                  | película                |
| 1999         | La red                                                       | Recepcionista de Hotel           | 1 episodio              |
| 1999         | The Outer Limits                                             | Becky                            | episodio: Small Friends |
| 1999         | Heaven’s Fire                                                | Terrel Phillips                  | película                |
| 1999         | Double Jeopardy                                              | Empleada de la Maison Beau Coeur | película                |
| 1999         | Seven Days                                                   | Joni Bartlett                    | 1 episodio              |
| 2000         | A Storm in Summer                                            | Harriet                          | película                |
| 2000         | Higher Ground                                                | Chloe Scarbrow                   | 4 episodes              |
| 2000         | Miracle on the Mountain: The Kincaid Family Story            | Alexis                           | película                |
| 2000         | Hollywood Off-Ramp                                           | 1 episodio                       |                         |
| 2000         | The Wednesday Woman                                          | Martha Sullivan                  | película                |
| 2000         | The Linda McCartney Story                                    | Galley Patron                    | película para TV        |
| 2000         | Christy: The Movie                                           | Fairlight Spencer                | película                |
| 2000         | Sole Survivor                                                | Michelle Carpenter               | película                |
| 2000         | Becoming Dick                                                | Lily                             | película                |
| 2000–2001    | NBCi.com                                                     | Portavoz                         |                         |
| 2001         | Christy, Choices of the Heart, Part II: A New Beginning      | Fairlight Spencer                | 2 episodios             |
| 2002         | The Sausage Factory                                          | Dane                             | 1 episodio              |
| 2002         | John Doe                                                     | Asistente de Vuelo               | 1 episodio              |
| 2002         | Cheats                                                       | Marla                            |                         |
| 2002         | L.A. Law: The Movie                                          | Lara Becker                      |                         |
| 2002         | The Chris Isaak Show                                         | Vickie Wister                    | 1 episodio              |
| 2002         | Andrómeda                                                    | Duran                            | 1 episodio              |
| 2003         | Smallville                                                   | Organizadora de bodas            |                         |
| 2003         | Behind the Camera: The Unauthorized Story of Three's Company | Mary Cadorette / Vicky Bradford  | película                |
| 2004         | Scooby Doo 2: Monsters Unleashed                             | Reportera #3                     | película                |
| 2004         | Andrómeda                                                    | Duran                            | 1 episodio              |
| 2004         | A Very Cool Christmas                                        | Michelle                         | película                |
| 2004         | Tan muertos como yo                                          | Macy                             | 1 episodio              |
| 2004         | Stargate SG-1                                                | Staffer                          | 1 episodio              |
| 2004–2005    | Los 4400                                                     | Lucy                             | 6 episodios             |
| 2005         | Criminal Intent                                              | Angela Major                     |                         |
| 2006         | Home by Christmas                                            | Madeleine Francis                |                         |
| 2006         | Under the Mistletoe                                          | Diane Holmes                     |                         |
| 2006         | Blade: la serie                                              | Soldado Sharon Hirsch            | 2 episodios             |
| 2006         | Circumference                                                | Elizabeth                        |                         |
| 2006         | Godiva’s                                                     | Trish                            | 1 episodio              |
| 2006         | Da Vinci’s City Hall                                         | Elaine Matthews                  | 2 episodios             |
| 2006         | Flight 93                                                    | Controladora de Cleveland #2     | Película para TV        |
| 2007         | Numb                                                         | Psicóloga                        | película                |
| 2008         | Robson Arms                                                  | Alex                             |                         |
| 2008         | Supernatural                                                 | Sra. Waters                      | 1 episodio              |
| 2008         | Impulse                                                      | Melissa                          |                         |
| 2008         | The Auburn Hills Breakdown                                   | Louise                           |                         |
| 2008         | Incident at a Truckstop Diner                                | Camarera                         |                         |
| 2009         | Fringe                                                       | Elizabeth Jarvis                 | 1 episodio              |
| 2009         | The Good Wife (Piloto)                                       | Dr. Torrance                     | 1 episodio              |
| 2009         | Killer Hair                                                  | Clienta #1                       | película                |
| 2009         | Driven to Kill                                               | Detective Norden                 | película                |
| 2010         | Elopement                                                    | Melanie                          | película                |
| 2011         | R.L. Stine's The Haunting Hour                               | Mom                              | 1 episodio              |
| 2012–presene | Once Upon a Time                                             | Enfermera Severa                 | 7 episodios             |

### Entrenadora de actor
| Año       | Título              | Protagonista                      | Notas    |
| --------- | ------------------- | --------------------------------- | -------- |
| 2004–2005 | Los 4400            | Karina Lombard                    | película |
| 2006      | Men in Trees        | Greyson Golka                     | película |
| 2007      | The Assistants      | 4 episodios                       |          |
| 2007      | They Wait           | Regan Ory, Cheng Pei-pei, Henry O | película |
| 2008      | Samurai Girl        | Stacy Keibler                     | película |
| 2008      | Paparazzi Princess  | película                          |          |
| 2009      | Christmas in Canaan | película                          |          |
| 2009      | Life Unexpected     | Rafi Gavron                       | película |

### Directora
| Año  | Título    | Nota         |
| ---- | --------- | ------------ |
| 2009 | Misplaced | Cortometraje |

### Productora asociada
| Año  | Título     | Nota         |
| ---- | ---------- | ------------ |
| 2009 | Daysleeper | Cortometraje |

### Directora de casting
| Año  | Película   | Director       | Notas                |
| ---- | ---------- | -------------- | -------------------- |
| 2009 | Daysleeper | Daniel Dimarco | Cortometraje para TV |

## Autora
| Año  | Título                                                   | Editorial      |
| ---- | -------------------------------------------------------- | -------------- |
| 2010 | Act! a step by step guide to starting your acting career | Eloquent Books |